# ودي أوستين
ودي أوستين (بالإنجليزية: Woody Austin)‏ هو لاعب غولف أمريكي، ولد في 27 يناير 1964 في تامبا في الولايات المتحدة.

## وصلات خارجية
- ودي أوستين على موقع رابطة لاعبي الغولف المحترفين (الإنجليزية)
- ودي أوستين على موقع التصنيف العالمي الرسمي للغولف (الإنجليزية)